# Teatr 19
Teatr 19, właśc. "Театр 19" – ukraińska grupa teatralna stworzona przy Charkowskim Instytucie Sztuki Teatralnej w 2000 roku, w  Charkowie, przez grupę aktorów -studentów. Pierwszym spektaklem wystawionym na scenie, był zaprezentowany 19 czerwca 2000 roku, dramat "Emigranci", autorstwa Sławomira Mrożka – polskiego dramaturga i prozaika. W 2002 roku, "Teatr 19" wziął udział w ogólnoukraińskim festiwalu sztuki współczesnej Bohater Kultury ("Культурные герои"), gdzie ze sztuką "Paweł I" – zajął najwyższe konkursowe podium. Od 19 maja 2002 roku, teatr trafia do szerszej publiczności i od tego momentu wystawia regularnie przedstawienia w Charkowskim Domu Kultury, gości również na scenach Moskwy i Petersburga.

## Obsada historyczna
- Siergiej Babkin (Сергей Бабкин),
- Oleg Didyk (Олег Дидык),
- Aleksandr Markin (Александр Маркин),
- Jurij Nikołajenko (Юрий Николаенко),
- Natalia Iwanskaja (Наталья Иванская),
- Siergiej Sawłuk (Сергей Савлук)

## Obsada lipiec 2008
- Igor Ładienko (Игорь ЛАДЕНКО) – reżyser
- Jekatierina Kolisniczenko (Екатерина КОЛЕСНИЧЕНКО) – scenograf
- Siergiej Babkin (Сергей БАБКИН) – aktor
- Natalia Iwanskaja (Наталья ИВАНСКАЯ) – aktorka
- Siergiej Listunow (Сергей ЛИСТУНОВ) – aktor
- Jurij Nikołajenko (Юрий  НИКОЛАЕНКО) – aktor
- Siergiej Sawłuk (Сергей САВЛУК) – aktor
- Marija Bessczetnikowa (Мария БЕССЧЕТНИКОВА) – aktorka
- Snieżana Wartanjan (Снежана ВАРТАНЯН) – aktorka
- Darja Tiernowskaja (Дарья ТЕРНОВСКАЯ) – aktorka
- Aleksandr Markin (Александр МАРКИН) – aktor
- Witalija Poniatienko (Виталия ПОНЯТЕНКО) – aktorka
- Łora Ursuł (Лора УРСУЛ) – aktorka